# Namibia Press Agency
Namibia Press Agency (NAMPA) este agenția națională de știri a Republicii Namibia. A fost înființată în 1987 cu numele Namibia Press Association, ca agenție de presă apropiată SWAPO, și readusă la viață după declararea independenței sub denumirea actuală din 1991. Funcționarea sa este reglementată prin Legea Agenției de Presă Namibia din 1992. Agenția de stat este responsabilă pentru distribuirea știrilor și imaginilor către clienții locali și internaționali. Până acum, agenția a oferit servicii de text și imagine, dar niciun material audio sau video. Aproximativ 20 de jurnaliști și alți 30 de membri ai personalului lucrează pentru NAMPA. În afară de sediul său din Windhoek, agenția are birouri în Swakopmund, Gobabis, Ongwediva / Oshakati, Opuwo și Rundu. Majoritatea mass-media din Namibia se bazează pe serviciile NAMPA, în special pentru știri internaționale.
În octombrie 2002, Comitetul pentru Protecția Jurnaliștilor a afirmat că NAMPA a „exercitat de multă vreme auto-cenzurarea în privința problemelor contencioase”, în timp ce a acuzat Agenția că ar fi purtătorul de cuvânt al guvernului.